# Batalla d'Oriola (1873)
La batalla d'Oriola va ser un enfrontament militar que va tenir lloc el 30 d'agost de 1873 entre les forces cantonals murcianes, dirigides per Antonio Gálvez Arce i les governamentals, encapçalades pel governador militar d'Alacant Juan Ruiz Piñero i Mariano Artés Campillo. La trobada es va saldar amb una victòria cantonal i l'adhesió d'Oriola a la causa revolucionària.

## Antecedents
El cantonalisme foren insurreccions populars que van tenir lloc durant la Primera República Espanyola quan ja les corts havien votat la república federal sota el govern Pi i Margall, en diverses localitats del País Valencià, d'Andalusia i de Múrcia (Cartagena), l'any 1873 amb objecte d'instaurar un règim federal per als antics estats històrics, les províncies i els municipis. Els insurgents volien que la proclamació dels cantons s'hauria d'acceptar com un fet consumat.
El 31 de juliol de 1873, dies després del bombardeig d'Almeria, va partir de Benidorm una expedició comandada per Antonio Gálvez Arce que tenia com a objectiu atraure al bàndol cantonal la ciutat d'Oriola, en mans del Govern de Madrid. Els federalistes, a part de constituir cantons solien recaptar una gran quantitat de diners per cada població que visitaven. L'expedició va sortir de Cartagena durant la matinada, i va arribar a Oriola aproximadament a les 5, després que pel camí se'ls unís artilleria i voluntaris procedents de Múrcia i capitanejats per José María Callejas. Immediatament, les milícies insurrectes van irrompre en el mercat i diversos altres punts de la ciutat, causant el pànic entre la població.

## Batalla
L'única resistència que van trobar els cantonals va ser per part de la guarnició, composta per onze guàrdies civils i quaranta carrabiners capitanejats per Mariano Artés Campillo. La guarnició va intentar resistir contra Gálvez en el passeig de la Glorieta, però en un replegament es van veure sorpresos pel batalló de caçadors de Mendigorria del tinent coronel Pedro del Real, que havien penetrat a la ciutat travessant el Segura i la carretera de Callosa. Aquestes forces van utilitzar l'artilleria, inclinant el resultat de la batalla a favor de cartageners i murcians. Entre la guarnició governamental es van fer 2 presoners i hi va haver 14 morts i 9 ferits, mentre que els cantonals tingueren un mort, dos ferits i diversos contusionats.
Atesa la imprevisió de la incursió, els insurrectes no havien portat material sanitaris, i no van aconseguir a Oriola, on els farmacèutics es van negar a donar-ne, i Antonio Gálvez Arce va fer portar un canó amb el que va fer volar la porta de la farmàcia, quedant els cantonals servits.

## Conseqüències
Assegurada la ciutat pels homes d'Antonio Gálvez Arce, va destituir l'Ajuntament i constituir una Junta revolucionària, passant Oriola al bàndol federal, constituint un Cantó. Com en cada ciutat, els cantonals es 
 cobrar diversos milers de pessetes per a despeses militars, i després l'expedició va tornar als seus respectius llars, essent els presoners portats a bord del vaixell Isabel II i després d'uns dies posats en llibertat.
Els presoners foren conduïts a Cartagena on foren confinats al navili Isabel II. Les baixes civils les va fer servir el Govern de la Primera República Espanyola per desacreditar la causa revolucionària.